# Музей спорта (Лейпциг)
Лейпцигский музей спорта — один из крупнейших музеев спорта Германии наряду с немецким Спортивным музеем в Кёльне и Олимпийским музеем в Берлине, в коллекции которого находится около 85000 экспонатов по гимнастической и спортивной истории Германии. Филиал Музея городской истории. В настоящее время постоянная экспозиция закрыта для посетителей.

## История
В 1977 году в рамках комплексной модернизации «Центрального стадиона» в Лейпциге был создан план музея спорта. По случаю Шестых гимнастических и спортивных соревнований ГДР был создан музей с постоянной экспозицией в 3000 объектов, размещённых на площади около 600 м², рассказывающих об истории спортивных событий Германии на примере Лейпцига. В 1987 году, к 10-летию музея, состоялось обновление экспозиции.
В 1991 году постоянная экспозиция была закрыта из-за задолженности музея городским властям. В 1996 года коллекция, а также административные, технические службы и библиотека были размещены в северной трибюне бассейна на территории Спортивного форума.
Спортивные выставки «Фестиваль немецкой гимнастики (1860—2002)», «Футбольные судьи» (часть официальной культурной программы Чемпионата мира по футболу 2006 года) продолжали свою работу несколько лет.
19 сентября 2007 года городской совет Лейпцига постановил восстановить музей в качестве основной спортивной достопримечательности города, построив для него новое здание и разместив там постоянную экспозицию. Однако этот план остался из-за проблем с финансированием нереализованым. Наконец, в 2018 году было объявлено, что правительство Саксонии зарезервировало 2 млн евро для строительства музея, который должен быть открыт непосредственной близости от Ред Булл Арены и в сотрудничестве с футбольным клубом РБ Лейпциг. 